# Jean-Paul Belmondo
Jean-Paul Charles Belmondo, mais conhecido por Jean-Paul Belmondo (Neuilly-sur-Seine, 9 de abril de 1933 – Paris, 6 de setembro de 2021), foi um ator francês, mais conhecido por seu trabalho em À bout de souffle (1960) e L'Homme de Rio (1964). Belmondo tornou-se num dos atores mais proeminentes da Europa e símbolo sexual nas década de 60 e 70. É amplamente considerado, a par com Alain Delon como um dos maiores atores franceses de todos os tempos.

## Biografia

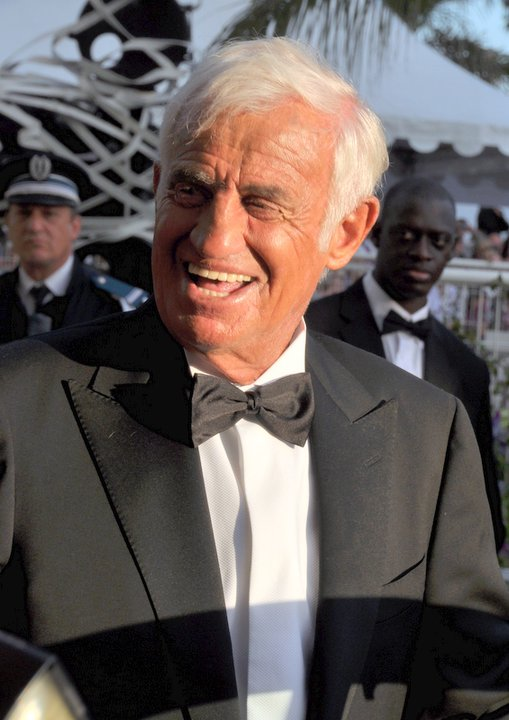
Jean-Paul Belmondo no Festival de Cannes de 2011

É filho do escultor parisiense Paul Belmondo (1898-1982) e da dançarina Madeleine Belmondo, e pai do ex-piloto de Fórmula 1 Paul Belmondo. Na juventude, não foi muito bem nos estudos, mas desenvolveu uma grande paixão pelo boxe e pelo futebol.
Sua primeira grande performance foi em À bout de souffle, de Jean-Luc Godard em 1960, que o tornou um dos grandes atores da Nouvelle Vague. Em 1964, esteve no Brasil para filmar L'Homme de Rio, em cenas coloridas, no qual aparece a recém-fundada Brasília.
Em 1989, foi agraciado com o César de melhor ator pelo seu desempenho em Itinéraire d’un enfant gâté.
Em 2001, foi internado por duas semanas, devido a um acidente vascular cerebral, mas se recuperou.
Em 2016, recebeu o Leão de Ouro no Festival de Veneza pela sua carreira.
Belmondo morreu em 6 de setembro de 2021, aos 88 anos de idade. No Brasil, o ator será homenageado no Festival Varilux de Cinema Francês, onde também foi celebrado na edição do ano anterior, na identidade visual do festival.

## Filmografia
- 1958: Les Tricheurs, de Marcel Carné
- 1959: À double tour, de Claude Chabrol
- 1959: À bout de souffle  ("O acossado"), de Jean-Luc Godard
- 1960: Moderato cantabile ("Recusa"), de Peter Brook
- 1960: Classe tous risques, de Claude Sautet
- 1960: Duas Mulheres, de Vittorio De Sica
- 1961: La viaccia (Le mauvais chemin), de Mauro Bolognini
- 1961: Léon Morin, prêtre, de Jean-Pierre Melville
- 1961: Une Femme est une femme, de Jean-Luc Godard
- 1962: Le Doulos, (Técnica de um Delator) de Jean-Pierre Melville
- 1962: Cartouche, de Philippe de Broca
- 1962: Un singe en hiver, de Henri Verneuil
- 1963: L'Aîné des Ferchaux (film), de Jean-Pierre Melville
- 1964: L'Homme de Rio, de Philippe de Broca
- 1964: Cent mille dollars au soleil, de Henri Verneuil
- 1964: Échappement libre, de Jean Becker
- 1964: Week-end à Zuydcoote, de Henri Verneuil
- 1964: La Chasse à l'homme, de Édouard Molinaro
- 1965: Par un beau matin d'été, de Jacques Deray
- 1965: Pierrot le fou de Jean-Luc Godard
- 1965: les Tribulations d'un Chinois en Chine, de Philippe de Broca
- 1966: Paris Brûle-t-il?, de René Clément
- 1966: Tendre voyou, de Jean Becker
- 1967: Casino Royale, de Val Guest, Ken Hughes, John Huston, Joseph McGrath et Robert Parrish
- 1967: Le Voleur, de Louis Malle
- 1968: Ho!, de Robert Enrico
- 1969: Le Cerveau, de Gérard Oury
- 1969: La Sirène du Mississippi, de François Truffaut
- 1969: Un homme qui me plaît, de Claude Lelouch
- 1970: Borsalino, de Jacques Deray
- 1971: Les Mariés de l'an II, de Jean-Paul Rappeneau
- 1971: Le Casse, de Henri Verneuil
- 1972: Docteur Popaul, de Claude Chabrol
- 1972: La Scoumoune, de José Giovanni
- 1973: L'Héritier, de Philippe Labro
- 1973: Le Magnifique, de Philippe de Broca
- 1974: Stavisky, d'Alain Resnais
- 1975: Peur sur la ville, de Henri Verneuil
- 1975: L'Incorrigible, de Philippe de Broca
- 1976: L'Alpagueur, de Philippe Labro
- 1976: Le Corps de mon ennemi, de Henri Verneuil
- 1977: L'Animal, de Claude Zidi
- 1979: Flic ou voyou, de Georges Lautner
- 1980: Le Guignolo, de Georges Lautner
- 1981: Le Professionnel, de Georges Lautner
- 1982: L'As des as, de Gérard Oury
- 1983: Le Marginal (O Marginal), de Jacques Deray
- 1984: Les Morfalous, (Os Abutres) de Henri Verneuil
- 1984: Joyeuses Pâques (Feliz Páscoa), de Georges Lautner
- 1985: Hold-up, d'Alexandre Arcady
- 1987: Le Solitaire, de Jacques Deray
- 1988: Itinéraire d'un enfant gâté, de Claude Lelouch
- 1992: L'Inconnu dans la maison, de Georges Lautner
- 1995: Les Cent et une nuits de Simon Cinéma, de Agnès Varda
- 1995: Les Misérables (Os Miseráveis), de Claude Lelouch
- 1996: Désiré, de Bernard Murat
- 1998: Une chance sur deux, de Patrice Leconte
- 1999: Peut-être, (Além do Meu Futuro) de Cédric Klapisch
- 2000: Les Acteurs, (Os Atores) de Bertrand Blier
- 2000: Amazone, de Philippe de Broca
- 2008: Un homme et son chien, de Francis Huster